# Грубачич, Слободан
Слободан Грубачич (серб. Slobodan Grubačić; р. 1942) — сербский литературовед; германист, славист.

## Биография
Слободан Грубачич родился в 1942 году.
Был профессором, деканом, заведующим кафедры германистики филологического факультета Белградского университета; в 2011 году вышел в отставку.

## Участие в творческих и общественных организациях
- Член Европейской академии наук и искусств (Вена)
- Член Сербской академии наук и искусств

### Книги
- Авангард и идеология: русские примеры / Редактор Слободан Грубачич, редактор-составитель Корнелия Ичин. — Белград: Издательство филологического факультета Белградского университета, 2009. — 712 с. — 400 экз. — ISBN 978-86-86419-65-1.